# Dennis Miles Cavanaugh
Dennis Miles Cavanaugh (* 19. September 1937 in Los Angeles) ist ein amerikanischer Eisenbahnmanager und früherer Präsident der Soo Line Railroad.

## Leben
Der Sohn von Edward und Louella Olson Cavanaugh studierte an der University of Minnesota und erlangte 1965 seinen Abschluss Bachelor of Science. Bereits vor seinem Studium arbeitete er ab 1955 als Bürogehilfe für die Minneapolis, St. Paul and Sault Ste. Marie Railroad. 1957 bis 1961 diente er in der United States Navy.
Auch nach seinem Studium war er bei der nunmehr als Soo Line Railroad firmierenden Bahngesellschaft beschäftigt. Zunächst als Assistent Trainmaster, arbeitete er von 1969 bis 1972 in der Ingenieurabteilung. 1972 wurde er Direktor für die Transportplanung und 1974 General Superintendant und war damit für die gesamte Verkehrsplanung im Netz zuständig. 1977 wurde er Assistent des Vizepräsidenten und 1978 zunächst General Manager Transportation and Maintenance und später Vizepräsident für den operativen Betrieb.
1981 wurde er Leitender Vizepräsident und 1983 als Nachfolger von Thomas M. Beckley Präsident. In dieser Position trug er von 1983 bis 1984 die Bezeichnung Chief Operating Officer. Mit der Gründung der Holdinggesellschaft Soo Line Corporation 1984 wurde er Chairman of the Board und Chief Executive Officer dieser Gesellschaft. Außerdem wurde er zum Chief Executive Officer der Bahngesellschaft gewählt. In seine Amtszeit fällt die Integration des Netzes der 1985 übernommenen Milwaukee Road, die Schaffung der Lake State Transportation Division und der Verkauf dieser Abteilung an die neu gegründete Wisconsin Central Ltd. Mit dem Verkauf und der Optimierung des Streckennetzes versuchte er die Bahngesellschaft wieder zurück in die Gewinnzone zu führen.
Im Frühjahr 1989 wurde er im Rahmen der kompletten Übernahme der Bahngesellschaft durch die Muttergesellschaft Canadian Pacific Railway von Edwin V. Dodge als Präsident und Chief Executive Officer der beiden Gesellschaften abgelöst. Zum 20. September 1989 gab er auch seinen Aufsichtsratsvorsitz ab.
Ab Anfang der 1990er Jahre engagierte er sich in der Kommunalpolitik der Twin Cities, insbesondere bezüglich des Nahverkehrsangebotes. 1997 wurde er ins City Council des Stadtteils St. Anthony gewählt. 1999 gewann er die Wahl zum Mayor (Bürgermeister) von St. Anthony und war bis 2001 im Amt.
Er ist seit 1965 verheiratet mit Marilyn J. Scovil. Das Paar hat zwei Kinder.